# Austrian Open Kitzbühel
Austrian Open Kitzbühel (формально відомий як Generali Open Kitzbühel), Austrian International Championships у 1894–1968 роках — щорічний чоловічий тенісний турнір, що проводиться в Кіцбюелі, Австрія. Турнір був частиною ATP International Series від створення туру ATP до 1998 року, туру ATP 500 з 1999 до 2008 року і туру ATP 250 2009 року. 2010 року його категорію одноразово понизили до ATP Challenger, замінено на Open de Nice Côte d'Azur. Турнір проводиться з 1894 року на відкритих ґрунтових кортах.

## Фінали

### Одиночний розряд
| Рік                    | Місто         | Чемпіон                        | Фіналіст                     | Рахунок                      |
| ---------------------- | ------------- | ------------------------------ | ---------------------------- | ---------------------------- |
| 1894                   | Прага         | Гаролд Вільям Ґендон           | H. Voss                      | 6–0, 6–1, 6–3                |
| 1895                   | Прага         | Conway William Blackwood Price | Гаролд Вільям Ґендон         | 6–1, 6–2, 6–4                |
| 1896                   | Прага         | Герберт Дерінґ                 | Maurice F. Day               | 6–3, 6–0 ret.                |
| 1897                   | Прага         | Герберт Дерінґ                 | Гаролд Вільям Ґендон         | 6–3, 6–1 ret.                |
| 1898                   | Прага         | Jorge André                    | Рольф Кінцль                 | 6–1, 0–6, 6–3, 6–3           |
| 1899                   | Прага         | Герберт Дерінґ                 | Alfred Ringhoffer            | 1–6, 6–0, 7–5                |
| 1900                   | Прага         | Мейджор Річі                   | Герберт Дерінґ               | w.o.                         |
| 1901                   | Прага         | Мейджор Річі                   | Курт фон Весели              | 6–1, 6–2, 6–1                |
| 1902                   | Прага         | Мейджор Річі                   | Фредерік Вільям Пейн         | 6–3, 6–2, 6–4                |
| 1903                   | Прага         | Мейджор Річі                   | Kurt von Wessely             | 6–0, 6–0, 6–2                |
| 1904                   | Прага         | Герберт Ропер-Барретт          | Мейджор Річі                 | 1–6, 6–2, 3–0 ret.           |
| 1905                   | Прага         | Мейджор Річі                   | Kurt von Wessely             | 6–3, 8–6, 6–4                |
| 1906                   | Прага         | Ентоні Вілдінґ                 | Мейджор Річі                 | 7–5, 2–6, 7–5, 6–3           |
| 1907                   | Прага         | Ентоні Вілдінґ                 | Оскар Кройцер                | 6–1, 6–1, 6–1                |
| 1908                   | Не проводився | Не проводився                  | Не проводився                | Не проводився                |
| 1909                   | Прага         | Kurt von Wessely               | Фелікс Піпес                 | 8–6, 6–1, 7–5                |
| 1910                   | Прага         | Генріх Кляйншрот               | Ярослав Юст                  | 6–2, 6–1, 6–1                |
| 1911                   | Прага         | Гайнріх Кляйншрот              | Оскар Кройцер                | 5–7, 3–6, 6–1 ret.           |
| 1912                   | Прага         | Отт Фройцгайм                  | Оскар Кройцер                | 6–1, 6–1 ret.                |
| 1913                   | Прага         | Оскар Кройцер                  | Фелікс Піпес                 | 8–6, 6–1, 7–5                |
| 1914                   | Прага         | Оскар Кройцер                  | Гайнріх Кляйншрот            | 6–2, 7–5, 6–4                |
| 1915–1919              | Не проводився | Не проводився                  | Не проводився                | Не проводився                |
| 1920                   | Відень        | Людвіґ фон Зальм-Гоґштратен    | Рольф Кінцль                 | 6–4, 6–4, 6–1                |
| 1921                   | Відень        | Robert Kleinschroth            | Heinrich Kleinschroth        | 7–5, 8–6                     |
| 1922                   | Відень        | Бела фон Керлінґ               | Paul Brick                   | 6–1, 6–2, 6–2                |
| 1923                   | Відень        | Оскар Кройцер                  | Friedrich Röhrer             | 6–4, 6–1, 6–3                |
| 1924                   | Відень        | Уберто Де Морпурго             | Бела фон Керлінґ             | 4–6, 6–3, 6–1, 6–4           |
| 1925                   | Відень        | Ян Кожелуг                     | Павел Маценауер              | w.o.                         |
| 1926                   | Відень        | Jan Koželuh                    | Willy Winterstein            | 6–2, 6–1, 6–3                |
| 1927                   | Відень        | Roger George                   | Антуан Жентьєн               | 6–4, 6–3, 2–6, 1–6, 6–0      |
| 1928                   | Відень        | Анрі Коше                      | Franz-Wilhelm Matejka        | 6–4, 6–2, 4–6, 6–4           |
| 1929                   | Відень        | Анрі Коше                      | Franz-Wilhelm Matejka        | 6–3, 7–5, 6–3                |
| 1930                   | Відень        | Білл Тілден                    | Franz-Wilhelm Matejka        | 6–2, 8–6, 6–4                |
| 1931                   | Відень        | Анрі Коше                      | Родеріх Менцель              | 4–6, 6–1, 6–1, 6–4           |
| 1932                   | Відень        | Emmanuel du Plaix              | Родеріх Менцель              | w.o.                         |
| 1933                   | Відень        | Денієль Пренн                  | Herbert Kinzl                | 6–1, 5–7, 6–3, 6–1           |
| 1934                   | Відень        | Franz-Wilhelm Matejka          | Ґеорґ фон Метакса            | 6–3, 4–6, 5–7, 6–3, 6–4      |
| 1935                   | Відень        | Джованні Пальмієрі             | Джорджо де Стефані           | 6–4, 4–6, 6–1, 7–5           |
| 1936                   | Відень        | Адам Баворовський              | Ґеорґ фон Метакса            | 3–6, 6–1, 1–6, 6–3, 6–1      |
| 1937                   | Відень        | Отто Сігеті                    | Ганс Редль                   | 8–6, 5–7, 6–0, 6–2           |
| 1938–1948              | Не проводився | Не проводився                  | Не проводився                | Не проводився                |
| 1949                   | Відень        | Драгутин Митич                 | Йосип Палада                 | 8–6, 7–5, 7–5                |
| 1950                   | Відень        | Фред Ковалескі                 | Ірвін Дорфман                | 2–6, 5–7, 6–1, 6–4, 6–3      |
| 1951                   | Відень        | Fred Huber                     | Enzo Pautassi                | 6–3, 6–3, 6–4                |
| 1952                   | Зальцбурґ     | Ярослав Дробний (тенісист)     | Ерік Стерджесс               | 6–2, 4–6, 2–6, 6–4, 6–0      |
| 1953                   | Не проводився | Не проводився                  | Не проводився                | Не проводився                |
| 1954                   | Відень        | Курт Нільсен                   | Malcolm Fox                  | 6–3, 7–5, 6–1                |
| 1955                   | Відень        | Владислав Сконецький           | Луїс Аяла                    | 6–3, 6–2, 4–6, 6–2           |
| 1956                   | Відень        | Fred Huber                     | Лью Гоуд                     | 6–2, 6–4, 8–6                |
| 1957                   | Відень        | Лью Гоуд                       | Ярослав Дробний (тенісист)   | 6–3, 6–3, 6–3                |
| 1958                   | Перчах        | Ярослав Дробний (тенісист)     | Раманатхан Крішнан           | 6–3, 3–6, 6–3, 6–4           |
| 1959                   | Кіцбюель      | Бадж Петті                     | Ладіслав Легенштайн          | 8–6, 6–1, 6–2                |
| 1960                   | Перчах        | Біллі Найт                     | Бадж Петті                   | 6–2, 6–3, 3–6, 6–3           |
| 1961                   | Кіцбюель      | Рой Емерсон                    | Род Лейвер                   | 6–3, 6–3, 3–6, 0–6, 6–2      |
| 1962                   | Graz          | Інго Будінг                    | Alan Lane                    | 6–1, 6–2                     |
| 1963                   | Перчах        | Фред Столл                     | Боб Г'юїтт                   | 6–2, 7–5, 6–1                |
| 1964                   | Відень        | Боро Йованович                 | Джузеппе Мерло               | 4–6, 6–3, 6–3, 6–0           |
| 1965                   | Кіцбюель      | Вільгельм Бунгерт              | Боб Г'юїтт                   | 5–7, 5–7, 6–4, 6–3, 6–3      |
| 1966                   | Перчах        | Йон Ціріак                     | Іштван Гуяш                  | 6–4, 10–8, 9–7               |
| 1967                   | Кіцбюель      | Мартін Малліген                | Вільгельм Бунгерт            | 6–2, 6–2, 2–6, 6–4           |
| 1968                   | Перчах        | Мартін Малліген                | Вільгельм Бунгерт            | 6–2, 6–2, 6–3                |
| 1969                   | Кіцбюель      | Мануель Сантана                | Мануель Орантес              | 6–4, 6–2, 6–3                |
| ↓ Відкрита ера ↓       |               |                                |                              |                              |
| 1970                   | Кіцбюель      | Желько Франулович              | Джон Александер              | 6–4, 9–7, 6–4                |
| 1971                   | Кіцбюель      | Без переможця                  | Кларк Гребнер Manuel Orantes | 6–1, 7–5, 6–7, 6–7, 4–4      |
| ↓ Grand Prix circuit ↓ |               |                                |                              |                              |
| 1972                   | Кіцбюель      | Колін Діблі                    | Дік Крілі                    | 6–1, 6–3, 6–4                |
| 1973                   | Кіцбюель      | Без переможця                  | Рауль Рамірес Manuel Orantes | [ nb 2 ]                     |
| 1974                   | Кіцбюель      | Балаж Тароці                   | Онні Парун                   | 6–1, 6–4, 6–4                |
| 1975                   | Кіцбюель      | Адріано Панатта                | Ян Кодеш                     | 2–6, 6–2, 7–5, 6–4           |
| 1976                   | Кіцбюель      | Мануель Орантес                | Чехословаччина               | 7–6, 6–2, 7–6                |
| 1977                   | Кіцбюель      | [[]]                           | Ян Кодеш                     | 5–7, 6–2, 4–6, 6–3, 6–2      |
| 1978                   | Кіцбюель      | Кріс Льюїс                     | Владімір Зеднік              | 6–1, 6–4, 6–0                |
| 1979                   | Кіцбюель      | Вітас Ґерулайтіс               | Павел Сложил                 | 6–2, 6–2, 6–4                |
| 1980                   | Кіцбюель      | Гільєрмо Вілас                 | Іван Лендл                   | 6–3, 6–2, 6–2                |
| 1981                   | Кіцбюель      | Джон Фіцджеральд               | Гільєрмо Вілас               | 3–6, 6–3, 7–5                |
| 1982                   | Кіцбюель      | Гільєрмо Вілас                 | Маркос Хосевар               | 7–6, 6–1                     |
| 1983                   | Кіцбюель      | Гільєрмо Вілас                 | Анрі Леконт                  | 7–6, 4–6, 6–4                |
| 1984                   | Кіцбюель      | Хосе Їгерас                    | Віктор Печчі                 | 7–5, 3–6, 6–1                |
| 1985                   | Кіцбюель      | Павел Сложил                   | Міхаель Вестфаль             | 7–5, 6–2                     |
| 1986                   | Кіцбюель      | Мілослав Мечирж                | Андрес Гомес                 | 6–4, 4–6, 6–1, 2–6, 6–3      |
| 1987                   | Кіцбюель      | Еміліо Санчес Вікаріо          | Miloslav Mečíř               | 6–4, 6–1, 4–6, 6–1           |
| 1988                   | Кіцбюель      | Кент Карлссон (тенісист)       | Еміліо Санчес                | 6–1, 6–1, 4–6, 4–6, 6–3      |
| 1989                   | Кіцбюель      | Emilio Sánchez                 | Мартін Хайте                 | 7–6, 6–1, 2–6, 6–2           |
| ↓ Тур ATP 250 ↓        |               |                                |                              |                              |
| 1990                   | Кіцбюель      | Орасіо де ла Пенья             | Карел Новачек                | 6–4, 7–6, 2–6, 6–2           |
| 1991                   | Кіцбюель      | Карел Новачек                  | Магнус Густафссон            | 7–6(7–2), 7–6(7–4), 6–2      |
| 1992                   | Кіцбюель      | Піт Сампрас                    | Альберто Манчіні             | 6–3, 7–5, 6–3                |
| 1993                   | Кіцбюель      | Томас Мустер                   | Хав'єр Санчес                | 6–3, 7–5, 6–4                |
| 1994                   | Кіцбюель      | Горан Іванишевич               | Фабріс Санторо               | 6–2, 4–6, 4–6, 6–3, 6–2      |
| 1995                   | Кіцбюель      | Альберт Коста                  | Томас Мустер                 | 4–6, 6–4, 7–6(7–3), 2–6, 6–4 |
| 1996                   | Кіцбюель      | Альберто Берасатегі            | Алекс Корретха               | 6–2, 6–4, 6–4                |
| 1997                   | Кіцбюель      | Філіп Девулф                   | Хуліан Алонсо                | 7–6(7–2), 6–4, 6–1           |
| 1998                   | Кіцбюель      | Альберт Коста                  | Андреа Гауденці              | 6–2, 1–6, 6–2, 3–6, 6–1      |
| ↓ Тур ATP 500 ↓        |               |                                |                              |                              |
| 1999                   | Кіцбюель      | Альберт Коста                  | Фернандо Вісенте             | 7–5, 6–2, 6–7(5–7), 7–6(7–4) |
| 2000                   | Кіцбюель      | Àlex Corretja                  | Еміліо Бенфеле Альварес      | 6–3, 6–1, 3–0, ret.          |
| 2001                   | Кіцбюель      | Ніколас Лапентті               | Альберт Коста                | 1–6, 6–4, 7–5, 7–5           |
| 2002                   | Кіцбюель      | Àlex Corretja                  | Хуан Карлос Ферреро          | 6–4, 6–1, 6–3                |
| 2003                   | Кіцбюель      | Гільєрмо Кор'я                 | Ніколас Массу                | 6–1, 6–4, 6–2                |
| 2004                   | Кіцбюель      | Nicolás Massú                  | Гастон Гаудіо                | 7–6(7–3), 6–4                |
| 2005                   | Кіцбюель      | Gastón Gaudio                  | Фернандо Вердаско            | 2–6, 6–2, 6–4, 6–4           |
| 2006                   | Кіцбюель      | Агустін Кальєрі                | Хуан Ігнасіо Чела            | 7–6(11–9), 6–2, 6–3          |
| 2007                   | Кіцбюель      | Хуан Монако                    | Потіто Стараче               | 5–7, 6–3, 6–4                |
| 2008                   | Кіцбюель      | Хуан Мартін дель Потро         | Юрген Мельцер                | 6–2, 6–1                     |
| ↓ Тур ATP 250 ↓        |               |                                |                              |                              |
| 2009                   | Кіцбюель      | Гільєрмо Гарсія-Лопес          | Жульєн Беннето               | 3–6, 7–6(7–1), 6–3           |
| ↓ Тур ATP Challenger ↓ |               |                                |                              |                              |
| 2010                   | Кіцбюель      | Андреас Сеппі                  | Віктор Крівой                | 6–2, 6–1                     |
| ↓ Тур ATP 250 ↓        |               |                                |                              |                              |
| 2011                   | Кіцбюель      | Робін Гаасе                    | Альберт Монтаньєс            | 6–4, 4–6, 6–1                |
| 2012                   | Кіцбюель      | Робін Гаасе                    | Філіпп Кольшрайбер           | 6–7(2–7), 6–3, 6–2           |
| 2013                   | Кіцбюель      | Марсель Гранольєрс             | Хуан Монако                  | 0–6, 7–6(7–3), 6–4           |
| 2014                   | Кіцбюель      | Давід Ґоффен                   | Домінік Тім                  | 4–6, 6–1, 6–3                |
| 2015                   | Кіцбюель      | Філіпп Кольшрайбер             | Поль-Анрі Матьє              | 2–6, 6–2, 6–2                |
| 2016                   | Кіцбюель      | Паоло Лоренці                  | Ніколоз Басілашвілі          | 6–3, 6–4                     |
| 2017                   | Кіцбюель      | Філіпп Кольшрайбер             | Жуан Соуза                   | 6–3, 6–4                     |
| 2018                   | Кіцбюель      | Мартін Кліжан                  | Денис Істомін                | 6–2, 6–2                     |
| 2019                   | Кіцбюель      | Домінік Тім                    | Альберт Рамос Віньолас       | 7–6(7–0), 6–1                |
| 2020                   | Кіцбюель      | Міомір Кецмановіч              | Яннік Ганфманн               | 6–4, 6–4                     |
| 2021                   | Кіцбюель      | Каспер Рууд                    | Педро Мартінес               | 6–1, 4–6, 6–3                |
| 2022                   | Кіцбюель      | Роберто Баутіста Аґут          | Філіп Місолич                | 6–2, 6–2                     |
| 2023                   | Кіцбюель      | Себастьян Баес                 | Домінік Тім                  | 6–3, 6–1                     |
| 2024                   | Кіцбюель      | Маттео Берреттіні              | Юґо Ґастон                   | 7–5, 6–3                     |
| 2025                   | Кіцбюель      | Олександр Бублик               | Артюр Казо                   | 6–4, 6–3                     |

### Парний розряд
| Рік  | Чемпіони                           | Фіналісти                                    | Рахунок                 |
| ---- | ---------------------------------- | -------------------------------------------- | ----------------------- |
| 1995 | Франсіско Монтана Грег Ван Ембург  | Хорді Арресе Вейн Артурс                     | 6–7, 6–3, 7–6           |
| 1996 | Лібор Пімек Байрон Талбот          | Девід Адамс Менно Остінг                     | 7–6(7–5), 6–3           |
| 1997 | Вейн Артурс Річард Фромберг        | Томас Бухмаєр Томас Штренґберґер             | 6–4, 6–3                |
| 1998 | Том Кемперс Даніель Оршанік        | Джошуа Ігл Ендрю Кратцманн                   | 6–3, 6–4                |
| 1999 | Кріс Гаггард Петер Нюборґ          | Алекс Калатрава Душан Вемич                  | 6–3, 6–7(4–7), 7–6(7–4) |
| 2000 | Пабло Альбано Цирил Сук            | Джошуа Ігл Ендрю Флорент                     | 6–3, 3–6, 6–3           |
| 2001 | Алекс Корретха Луїс Лобо           | Сімон Аспелін Ендрю Кратцманн                | 6–1, 6–4                |
| 2002 | Роббі Куніґ Сімада Томас           | Лукас Арнольд Кер Алекс Корретха             | 7–6(7–3), 6–4           |
| 2003 | Мартін Дамм Цирил Сук              | Юрген Мельцер Александер Пея                 | 6–4, 6–4                |
| 2004 | Леош Фридль Франтішек Чермак       | Лукас Арнольд Кер Мартін Гарсія              | 6–3, 7–5                |
| 2005 | Андрей Павел Леош Фридль           | Крістоф Рохус Олів'є Рохус                   | 6–2, 6–7(5–7), 6–0      |
| 2006 | Філіпп Кольшрайбер Штефан Коубек   | Олівер Марах Цирил Сук                       | 6–2, 6–3                |
| 2007 | Потіто Стараче Луїс Орна           | Томас Беренд Крістофер Кас                   | 7–6(7–4), 7–6(7–5)      |
| 2008 | Джеймс Серретані Віктор Генеску    | Лукас Арнольд Кер Олів'є Рохус               | 6–3, 7–5                |
| 2009 | Андре Са Марсело Мело              | Андрей Павел Горія Текеу                     | 6–7(7–9), 6–2, [10–7]   |
| 2010 | Дастін Браун Рогір Вассен          | Ганс Подліпнік Кастільйо Макс Радічніґґ      | 3–6, 7–5, [10–7]        |
| 2011 | Даніеле Браччалі Сантьяго Гонсалес | Франко Феррейро Андре Са                     | 7–6(7–1), 4–6, [11–9]   |
| 2012 | Франтішек Чермак Юліан Ноул        | Дастін Браун Пол Генлі                       | 7–6(7–4), 3–6, [12–10]  |
| 2013 | Мартін Еммріх Крістофер Кас        | Франтішек Чермак Лукаш Длоуги                | 6–4, 6–3                |
| 2014 | Генрі Контінен Яркко Ніємінен      | Даніеле Браччалі Андрій Голубєв              | 6–1, 6–4                |
| 2015 | Ніколас Альмагро Карлос Берлок     | Робін Гаасе Генрі Контінен                   | 5–7, 6–3, [11–9]        |
| 2016 | Веслі Колгоф Матве Мідделкоп       | Денніс Новак Домінік Тім                     | 2–6, 6–3, [11–9]        |
| 2017 | Пабло Куевас Гільєрмо Дюран        | Ганс Подліпнік Кастільйо Андрій Василевський | 6–4, 4–6, [12–10]       |
| 2018 | Роман Єбави Андрес Мольтені        | Даніеле Браччалі Федеріко Дельбоніс          | 6–2, 6–4                |
| 2019 | Філіпп Освальд Філіп Полашек       | Сандер Жіє Йоран Вліґен                      | 6–4, 6–4                |
| 2020 | Остін Крайчек Франко Шкугор        | Марсель Гранольєрс Орасіо Себальйос          | 7–6(7–5), 7–5           |
| 2021 | Александер Ерлер Лукас Мідлер      | Роман Єбави Матве Мідделкоп                  | 7–5, 7–6(7–5)           |
| 2022 | Педро Мартінес Лоренцо Сонего      | Тім Пюц Майкл Вінус                          | 5–7, 6–4, [10–8]        |
| 2023 | Александер Ерлер Лукас Мідлер      | Ґонсало Ескобар Олександр Недовєсов          | 6–4, 6–4                |
| 2024 | Александер Ерлер Андреас Міс       | Constantin Frantzen Hendrik Jebens           | 6–3, 3–6, [10–6]        |
| 2025 | Петр Ноуза Патрік Рікль            | Нейл Оберляйтнер Joel Schwärzler             | 1–6, 7–6(7–3), [10–5]   |